# İskenderun Demir Çelikspor
L'İskenderun Demir Çelikspor è una società calcistica con sede ad Alessandretta, in Turchia. Fondato nel 1967, il club milita nella TFF 2. Lig, il terzo livello del campionato turco di calcio.
Fondato nel 1991, il club gioca le partite in casa al 5 Temmuz Stadyumu. I colori sociali sono il rosso ed il blu.

## Rosa
| N. |                    | Ruolo | Calciatore        |
| -- | ------------------ | ----- | ----------------- |
| 1  | Turchia (bandiera) | P     | Hasan Kaya        |
| 3  | Turchia (bandiera) | D     | Oguzhan Afsin     |
| 4  | Turchia (bandiera) | D     | Onur Cakir        |
| 5  | Turchia (bandiera) | C     | Yunus Emre Eserdi |
| 6  | Turchia (bandiera) | C     | Halil İbrahim Can |
| 7  | Turchia (bandiera) | C     | Ersin Keskin      |
| 8  | Turchia (bandiera) | C     | Mustafa Soytas    |
| 9  | Turchia (bandiera) | A     | Hamza Gür         |
| 10 | Turchia (bandiera) | C     | Salih Kardesgiden |
| 11 | Turchia (bandiera) | C     | Mert Somay        |
| 14 | Turchia (bandiera) | C     | Cebrail Saskin    |
| 18 | Turchia (bandiera) | C     | Ömer Gür          |
| 21 | Turchia (bandiera) | P     | Erman Öztürk      |
| 22 | Turchia (bandiera) | C     | Özgür Kaymaz      |

| N. |                    | Ruolo | Calciatore           |
| -- | ------------------ | ----- | -------------------- |
| 30 | Turchia (bandiera) | C     | Abdulkadir Yildirim  |
| 31 | Turchia (bandiera) | C     | Taha Can Uysal       |
| 31 | Turchia (bandiera) | A     | Mehmet Akin Temel    |
| 35 | Turchia (bandiera) | D     | Dogan Altinkaya      |
| 55 | Turchia (bandiera) | D     | Caglar Ayan          |
| 70 | Turchia (bandiera) | C     | Hüseyin Yakup Düz    |
| 76 | Turchia (bandiera) | D     | Ömür Akgün           |
| 77 | Turchia (bandiera) | D     | İbrahim Eren Akduman |
| 87 | Turchia (bandiera) | C     | Deniz Pitir          |
| 90 | Turchia (bandiera) | P     | Ceyhun Demircan      |
| 99 | Turchia (bandiera) | A     | Önder Dalkiran       |
| -- | Turchia (bandiera) | D     | Ahmet Haberveren     |
| -- | Turchia (bandiera) | C     | İbrahim Aktay        |

## Statistiche
- TFF 2. Lig: 1984-1987, 1995-2004, 2005-
- TFF 3. Lig: 2004-2005

## Palmarès
- TFF 3. Lig: 1

2004-2005